# Carlos Arturo Bacca Ahumada
Carlos Arturo Bacca Ahumada, conegut com a Carlos Bacca, (Puerto Colombia, Atlántico, Colòmbia; 8 de setembre de 1986), és un futbolista professional colombià que juga com a davanter al CD Atlético Junior i a la selecció colombiana.

## Carrera esportiva
El 2013 va fitxar pel Sevilla FC de la primera divisió espanyola.
El 14 de maig de 2014, va jugar com a titular la final de l'Europa League que el Sevilla va guanyar al Benfica a Torí.

## Palmarès
Atlético Junior
- 2 Lligues colombianes: 2010 (Apertura), 2011 (Clausura)

Sevilla FC
- 2 Lliga Europa de la UEFA: 2013-14, 2014-15

AC Milan
- 1 Supercopa italiana: 2016

Vila-real CF
- 1 Lliga Europa de la UEFA: 2020-21